# エムトマンスベルク
エムトマンスベルク (ドイツ語: Emtmannsberg)は、ドイツ連邦共和国バイエルン州オーバーフランケン行政管区のバイロイト郡に属す町村（以下、本項では便宜上「町」と記述する）で、ヴァイデンベルク行政共同体を形成する自治体の一つである。

## 歴史
この町のビルク地区は1357年に "Pirk"として初めて文献上で言及されている。キュンスベルクの領主が13世紀の初めから1487年まで騎士領エムトマンスベルクを治めた。1660年に辺境伯の宮廷法院長カール・フォン・シュタインが騎士領エムトマンスベルクの領主となった。1663年には重罪裁判所が置かれた。シュタイン家が1739年に断絶した後、この騎士領はバイロイト辺境伯領となった。1792年からプロイセンのバイロイト侯領となったエムトマンスベルクはティルジットの和約により1807年にフランス領となり、1810年にバイエルン王国領となった。バイエルン王国の行政改革の時代、1818年の自治体令により現在の自治体が形成された。

## 地理

### 自治体の構成
この町は、公式には21の地区 (Ort) からなる。このうち小集落や孤立農場などを除く集落を以下に列記する。
- ビルク
- アイヒシュラーク
- エムトマンスベルク
- ハウエンドルフ
- オーバーエルシュニッツ
- シュメルスベルク
- トローシェンロイト
- ウンターエルシュニッツ

## 行政

### 議会
町議会は13議席から成る。

### 首長
町長はゲルハルト・ヘルマンスデルファー (CSU / Unabhängige Bürgerliste) である。

## 引用
1. ↑  https://www.statistikdaten.bayern.de/genesis/online?operation=result&code=12411-003r&leerzeilen=false&language=de Genesis-Online-Datenbank des Bayerischen Landesamtes für Statistik Tabelle 12411-003r Fortschreibung des Bevölkerungsstandes: Gemeinden, Stichtag (Einwohnerzahlen auf Grundlage des Zensus 2011)
2. ↑  Bayerische Landesbibliothek Online